# Operazione Barras
Operazione Barras era il nome in codice di un'azione condotta dalle forze speciali del Regno Unito il 10 settembre 2000 in Sierra Leone, nell'ambito degli eventi della guerra civile sierraleonese. Il 25 agosto 2000 una pattuglia di militari britannici, parte di un contingente dislocato nel paese in appoggio alla missione di peacekeeping dell'ONU in Sierra Leone ("United Nations Mission in Sierra Leone" o UNAMSIL), fu circondata e presa in ostaggio da un gruppo di miliziani locali noti come "West Side Boys" (WSB): gli undici militari britannici del Royal Irish Regiment e il militare sierraleonese che li accompagnava furono disarmati e condotti come prigionieri nel piccolo villaggio di Gberi Bana lungo il corso del fiume Rokel, nella zona centro-occidentale del paese.
I successivi tentativi del governo britannico di negoziare il rilascio degli ostaggi, benché portassero alla liberazione di cinque di essi, si dimostrarono alla fine inconcludenti a causa delle richieste esagerate e irrealistiche avanzate dal capo dei West Side Boys, l'autoproclamato "generale" Foday Kallay; davanti alla prospettiva che i rimanenti ostaggi fossero uccisi o trasferiti in una zona inaccessibile del paese, il Primo ministro britannico Tony Blair autorizzò la liberazione dei prigionieri con un'azione di forza. Il 10 settembre un distaccamento dello Special Air Service trasportato da elicotteri prese d'assalto Gberi Bana, mentre il vicino campo-base dei West Side Boys nei pressi del villaggio di Magbeni veniva attaccato da una compagnia del Parachute Regiment britannico: la rapida azione portò alla liberazione di tutti gli ostaggi indenni, anche se un militare del SAS rimase ucciso e altri dodici britannici furono feriti; di per contro, il contingente dei WSB fu completamente annientato con almeno 25 miliziani uccisi e altri 18 presi prigionieri, tra cui lo stesso Kallay. L'operazione fu nota presso le forze speciali impiegate come Operation Certain Death (morte certa).
Il successo dell'operazione restaurò il prestigio delle forze britanniche dislocate in Sierra Leone, e la forte impressione che suscitò negli ambienti sierraleonesi ebbe positive ricadute sull'andamento del conflitto, destinato a concludersi dopo pochi mesi da essa.

## Antefatti

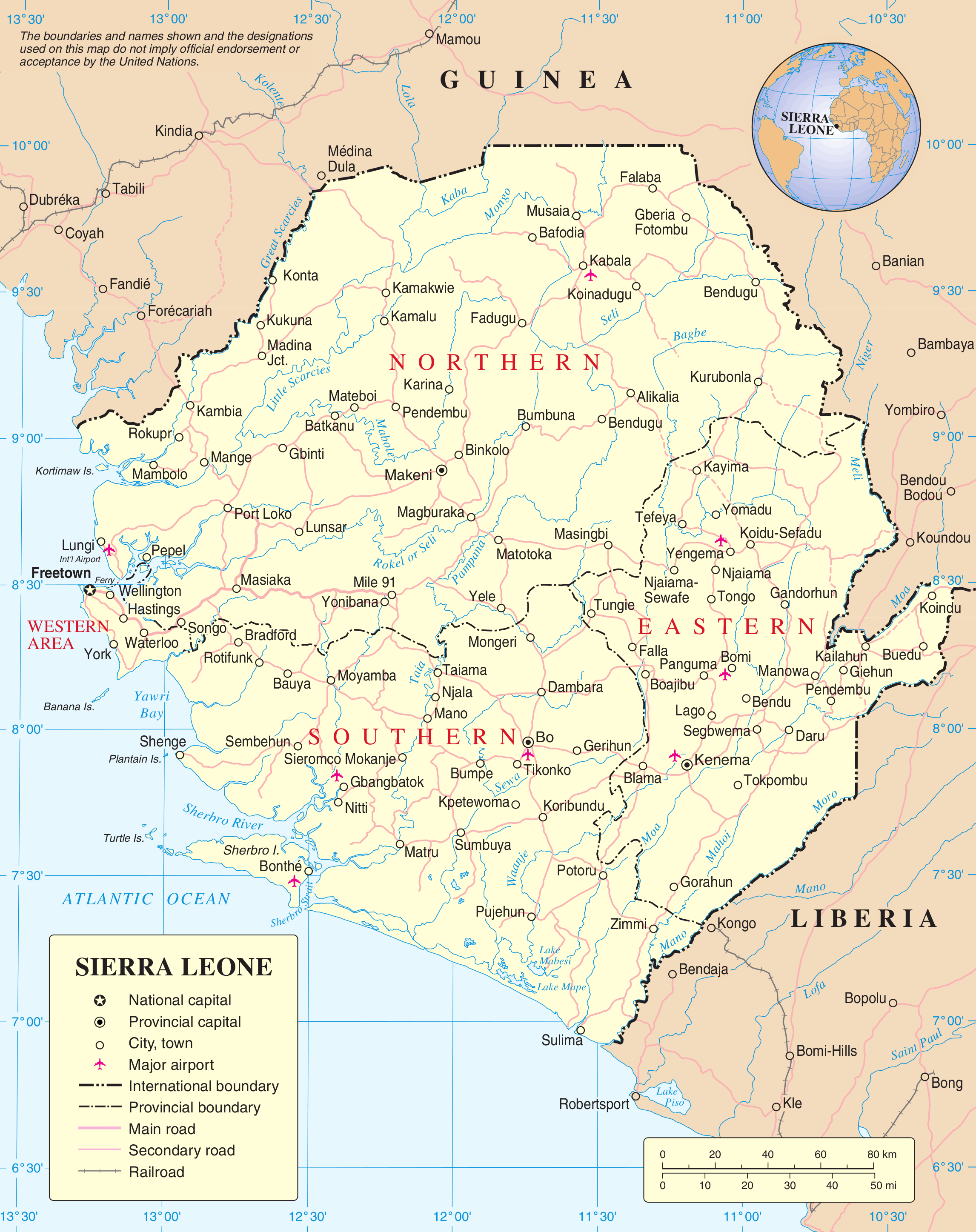
Carta della Sierra Leone

Colonia britannica fin dall'inizio del XIX secolo, la Sierra Leone ottenne l'indipendenza il 26 aprile 1961 come Repubblica del Commonwealth delle nazioni. Fin dall'inizio il paese dimostrò una cronica instabilità politica che vide succedersi governi deboli e corrotti, intervallati da colpi di Stato dei militari; grazie a un referendum manipolato con brogli e intimidazioni, nel 1978 l'All People's Congress del presidente Siaka Stevens fu nominato unico partito legale della Sierra Leone, mentre nel 1985 il suo successore Joseph Saidu Momoh provvide a espellere dal paese ciò che rimaneva dell'opposizione politica. Un tentativo di reintrodurre un sistema multipartitico all'inizio degli anni novanta fu vanificato dagli abusi di potere dell'All People's Congress, e nel marzo del 1991 il Fronte Rivoluzionario Unito ("Revolutionary United Front" o RUF) di Foday Sankoh diede il via a una ribellione contro il governo centrale, poi sfociata in una sanguinosa guerra civile.
Appoggiato dalla Liberia del dittatore Charles Taylor e sostenendosi finanziariamente grazie al commercio di diamanti estratti dalle zone conquistate, il RUF riuscì in breve tempo a porre sotto il suo controllo vaste regioni del paese, favorito anche dallo stato di profonda disorganizzazione, corruzione e carenza di addestramento delle forze armate sierraleonesi (Republic of Sierra Leone Armed Forces); dopo alterne vicende, nel maggio del 1997 il RUF, favorito anche da un ammutinamento di parte dell'esercito sierraleonese, prese la capitale Freetown e costrinse alla fuga il nuovo presidente Ahmad Tejan Kabbah. La caduta della capitale spinse la Comunità economica degli Stati dell'Africa occidentale ("Economic Community of West African States" o ECOWAS) a intervenire nel conflitto, e una forza militare a guida nigeriana liberò Freetown nel marzo del 1998 e restaurò Kabbah nella sua posizione, anche se non riuscì a debellare completamente la minaccia del RUF. Un accordo di pace firmato a Lomé il 7 luglio 1999 portò a una momentanea sospensione dei combattimenti: in cambio dell'integrazione dei suoi membri nel nuovo esercito nazionale il RUF accettò di deporre le armi, mentre il contingente della ECOWAS fu rimpiazzato da una forza di pace delle Nazioni Unite ("United Nations Mission in Sierra Leone" o UNAMSIL). La tregua si rivelò effimera, e all'inizio del 2000 il RUF riprese le ostilità contro il governo sierraleonese, coinvolgendo nei combattimenti anche l'UNAMSIL: diverse centinaia di caschi blu furono presi in ostaggio e disarmati dalle milizie del RUF, che iniziarono una nuova offensiva in direzione di Freetown.

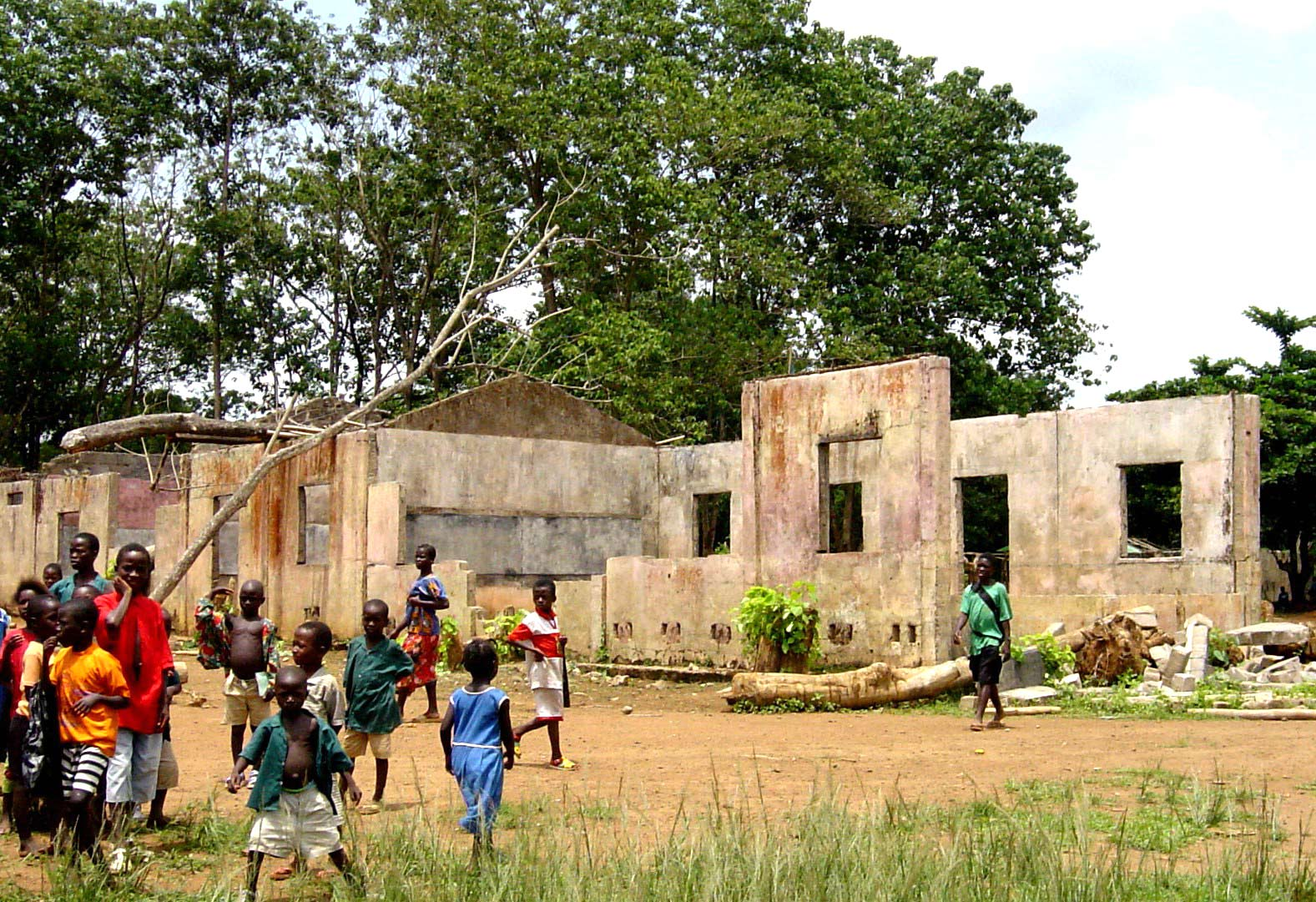
Una scuola a Koindu, in Sierra Leone, distrutta dai ribelli del RUF

Il coinvolgimento del Regno Unito nel conflitto iniziò nel maggio del 2000: nell'ambito dell'operazione Palliser, una forza da combattimento incentrata sul 1º battaglione del Parachute Regiment, appoggiata da unità navali e aeree, fu inviata urgentemente a Freetown per provvedere all'evacuazione dei cittadini europei e del Commonwealth ivi residenti. Nonostante una certa riluttanza, il governo britannico decise di rispondere alle pressioni che venivano dalla comunità internazionale espandendo il mandato della missione: il 23 maggio un contingente dello Special Air Service (SAS) fece prigioniero il fondatore del RUF Foday Sankoh e lo consegnò alle autorità ONU perché venisse processato, mentre nel giugno seguente aerei ed elicotteri della Royal Air Force sostennero la controffensiva delle forze della UNAMSIL; contemporaneamente, le forze britanniche si dedicarono alla formazione e all'addestramento di una più efficiente forza armata sierraleonese, attività a cui furono destinati inizialmente gli uomini del 2º battaglione del Royal Anglian Regiment poi rimpiazzati a partire dal 22 luglio 2000 dal 1º battaglione del Royal Irish Regiment agli ordini del tenente colonnello Simon Fordham.

## Il sequestro

### Ostaggi dei West Side Boys
La mattina del 25 agosto 2000 una pattuglia del Royal Irish Regiment lasciò la base avanzata britannica di Waterloo, sulla costa, per dirigersi verso la cittadina di Masiaka nell'interno, a circa 65 km a est di Freetown, dove si trovava acquartierato il battaglione giordano della UNAMSIL: benché il ruolo principale delle truppe britanniche fosse quello dell'addestramento dei reparti sierraleonesi, non era raro che venissero impiegate anche per pattugliamenti in lungo e in largo per il paese, sia per rassicurare la popolazione sia per mantenere i contatti con le sparse guarnigioni dei caschi blu. La pattuglia comprendeva tre fuoristrada Land Rover Wolf, di cui uno armato con una mitragliatrice pesante Browning M2, con a bordo dodici uomini: due ufficiali e nove sottufficiali e soldati del Royal Irish Regiment, e un caporale dell'esercito sierraleonese in funzione di guida e collegamento. A Masiaka la pattuglia fu avvertita dai giordani che in alcuni villaggi lungo il corso del fiume Rokel erano stati avvistati diversi membri di una milizia locale, i "West Side Boys", e che da notizie ricevute molti di essi erano in procinto di arrendersi e deporre le armi; nel pomeriggio quindi, sulla via del ritorno a Waterloo, il comandante della pattuglia maggiore Alan Marshall decise di deviare dalla via principale per andare a investigare su queste informazioni.

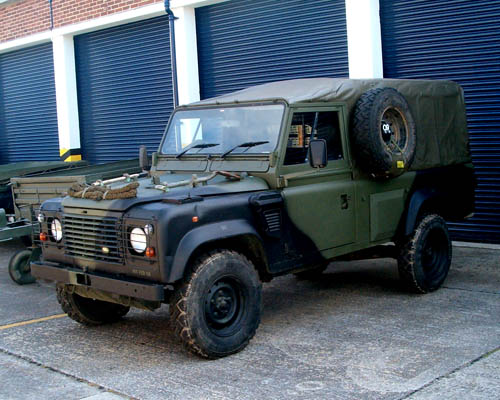
Una Land Rover Wolf dell'esercito britannico; tre di questi veicoli erano in dotazione alla pattuglia fatta prigioniera

I "West Side Boys" (WSB), anche detti "West Side Soldiers" o a volte "West Side Niggers" (un nome pare mutato dalla cultura delle bande di strada di New York), erano una delle numerose milizie indipendenti che in quel periodo imperversavano nelle zone interne della Sierra Leone. Fondato all'incirca nel 1998, il gruppo non aveva una chiara connotazione politica: inizialmente aveva combattuto nella guerra civile a fianco del RUF, per poi passare dalla parte delle forze governative arrivando anche a collaborare, in almeno una occasione, con le truppe britanniche in cambio di armi e medicinali; il gruppo aveva però rifiutato il programma di integrazione nell'esercito regolare sierraleonese portato avanti dai britannici, e nel luglio del 2000 si era scontrato con le forze della UNAMSIL. Con il calo della guerriglia nelle regioni occidentali a seguito dell'intervento britannico e delle controffensive della UNAMSIL, i West Side Boys si erano ritirati nella regione compresa tra la foce del fiume Rokel e le Okkrah Hills più a nord, limitandosi a saccheggiare e taglieggiare la popolazione locale: da un picco di circa 500-600 affiliati, nell'agosto del 2000 i WSB erano calati a circa 100-200 tra uomini e donne (oltre a una trentina di civili sierraleonesi loro prigionieri) a causa delle continue diserzioni e del morale basso, benché potessero ancora contare su un notevole arsenale di armi pesanti (mortai, mitragliatrici e lanciarazzi RPG); il loro leader era un ex caporale dell'esercito sierraleonese di 24 anni, Foday Kallay, autoproclamatosi "generale di brigata".
La pattuglia britannica lasciò la strada principale per Freetown per inoltrarsi lungo un sentiero sterrato in direzione di Magbeni, un piccolo villaggio lungo la riva meridionale del Rokel dove i WSB avevano posto il loro accampamento principale; una volta giunti a Magbeni, i britannici si ritrovarono circondati da un folto gruppo di miliziani tra cui anche parecchi bambini soldato: inizialmente i ribelli non ebbero un atteggiamento ostile, ma la situazione cambiò non appena sul posto giunse Kallay, arrivato via barca dal vicino villaggio di Gberi Bana, sulla riva nord del Rokel, dove aveva il suo quartier generale. Kallay aggredì verbalmente i britannici accusandoli di aver sconfinato senza permesso nel "suo" territorio; il maggiore Marshall cercò di parlamentare, ma davanti a un tentativo di essere disarmato oppose resistenza e fu picchiato duramente. Un camion Bedford TK con a bordo una mitragliera ZPU sbarrò la via di ritirata ai britannici, che in schiacciante inferiorità numerica furono in breve tempo sopraffatti e disarmati dai guerriglieri; il secondo ufficiale dalla pattuglia, il capitano Flaherty, ebbe appena il tempo di inviare un messaggio radio al comando britannico prima di essere anche lui disarmato, spogliato dell'uniforme e privato degli oggetti personali.
I dodici prigionieri furono fatti salire su alcune imbarcazioni e portati sull'altra sponda del Rokel, a Gberi Bana; gli undici britannici furono rinchiusi in una capanna vicino alla residenza personale di Kallay, mentre un trattamento peggiore fu riservato al caporale Musa Bangura dell'esercito sierraleonese: picchiato duramente in quanto "spia" e "traditore", fu gettato in una buca scavata nel terreno e coperta con una grata.

### Le trattative
Il messaggio radio inviato da Flaherty consentì al comando britannico di avere subito notizia del sequestro: il tenente colonnello Fordham informò immediatamente i suoi superiori a Londra, ed entro la fine della giornata il Primo ministro Tony Blair fu messo al corrente dell'accaduto; il Ministero della Difesa emise poi un comunicato tranquillizzante, informando che gli uomini della pattuglia stavano bene anche se non erano liberi.
Il comandante della UNAMSIL, il generale nigeriano Mohamed Garba, criticò l'imprudenza della pattuglia e in pratica prese le distanze dalle operazioni del contingente britannico, mentre il governo sierraleonese, incapace di trovare una posizione unitaria sulla vicenda, lasciò carta bianca a Londra sulla conduzione dei negoziati per la liberazione degli ostaggi. Dopo alcuni contatti preliminari grazie alle radio in dotazione alla pattuglia, il 27 agosto il tenente colonnello Fordham si incontrò personalmente con Kallay all'imbocco del sentiero per Magbeni: in cambio del rilascio degli ostaggi, i WSB chiesero una fornitura di cibo e medicinali oltre al rilascio di alcuni esponenti del RUF dalle carceri governative sierraleonesi, al che Fordham promise di girare tali condizioni alle autorità di Freetown in cambio però della prova delle buone condizioni di salute dei prigionieri; nel suo rapporto inviato a Londra subito dopo l'incontro, Fordham indicò Kallay come un uomo dotato di un forte ascendente sui suoi seguaci ma con una personalità turbata e psicotica, soggetta a violenti sbalzi d'umore.
Il 29 agosto Fordham (affiancato ora anche da due funzionari di Scotland Yard esperti in negoziazioni appena arrivati da Londra) e Kallay si incontrarono nuovamente, questa volta alla base ONU di Masiaka: i WSB arrivarono accompagnati dai due ufficiali della pattuglia, il maggiore Marshall e il capitano Flaherty, i quali rassicurarono il loro superiore sul buono stato di salute degli ostaggi; durante l'incontro Kallay cambiò le sue richieste e, al posto del rilascio degli uomini del RUF, chiese invece di avere un telefono satellitare. Al momento del commiato Flaherty compì un gesto irrituale non notato dai suoi catturatori: invece di salutare militarmente il suo superiore, gli si avvicinò e gli strinse la mano; in questo modo il capitano passò a Fordham un piccolo foglietto su cui era disegnata una mappa dei villaggi di Magbeni e Gberi Bana, con indicazione delle vie di accesso e del luogo dove erano detenuti gli ostaggi.
Due giorni dopo, il 31 agosto, Kallay liberò cinque degli ostaggi (i membri più giovani della pattuglia) in cambio di una fornitura di viveri e medicinali e del telefono satellitare; tramite il telefono il portavoce di Kallay, il "colonnello Cambodia", rilasciò una lunga intervista alla BBC durante la quale espose le richieste del gruppo per il rilascio degli altri ostaggi: si andava dalla rinegoziazione degli accordi di pace di Lomé al riconoscimento politico dei WSB da parte del governo di Freetown, dall'inserimento dei membri della banda in posizioni di rilievo nell'esercito sierraleonese alla concessione di borse di studio ai ribelli che volessero studiare nel Regno Unito. L'uso smodato che i guerriglieri fecero del telefono satellitare consentì del resto agli specialisti del Royal Corps of Signals britannico di tracciare l'esatta posizione della loro base.

### Preparativi militari

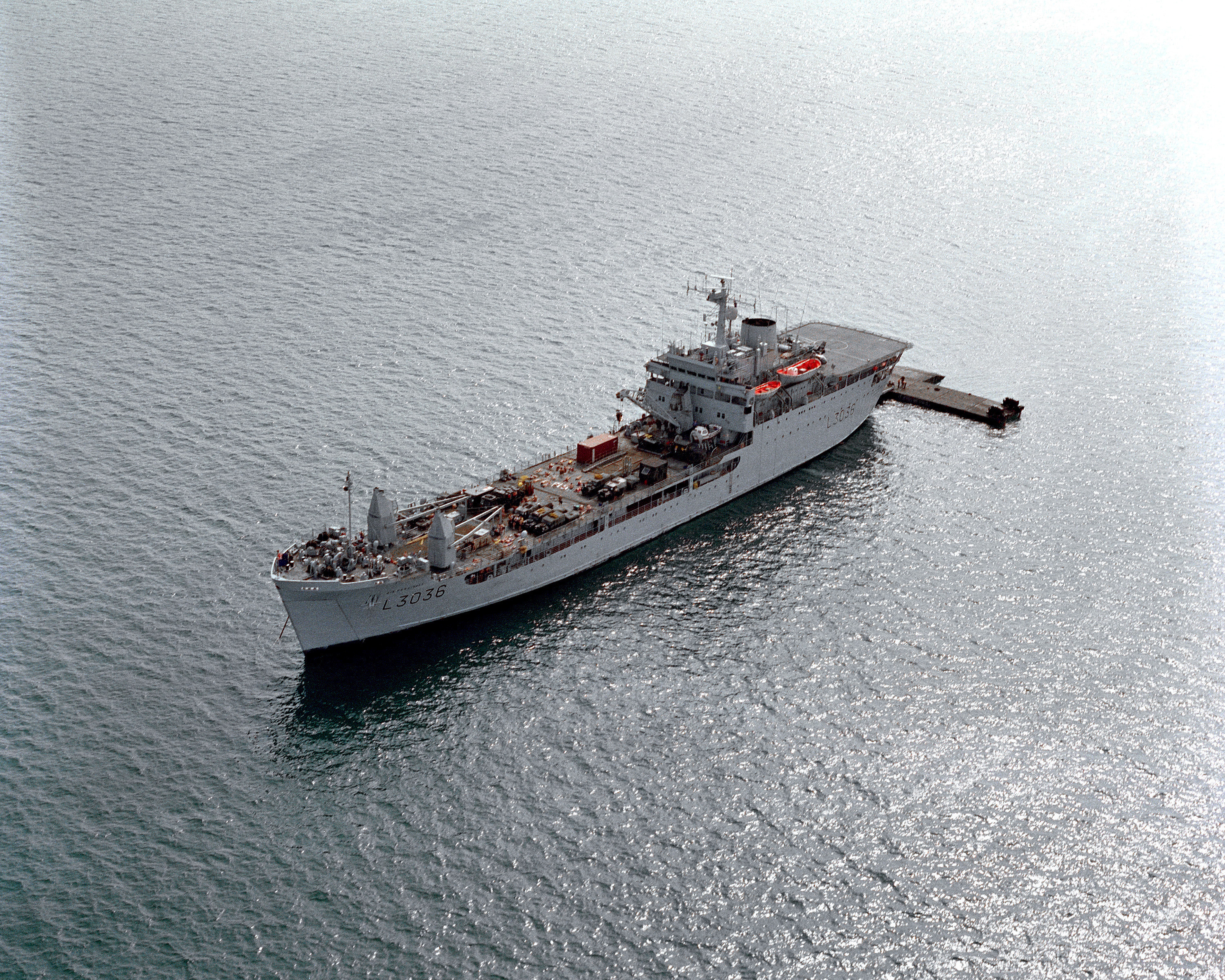
La ; l'unità fornì supporto logistico alla missione britannica in Sierra Leone

I cinque ostaggi rilasciati furono subito portati sulla RFA Sir Percivale, una nave logistica della Royal Fleet Auxiliary ancorata al largo delle coste sierraleonesi, dove furono interrogati dagli ufficiali britannici: oltre a fornire ulteriori indicazioni sui villaggi e sulle armi in dotazione ai ribelli, i militari liberati diedero anche un fosco quadro dello stato in cui erano detenuti gli ostaggi, a corto di cibo e acqua e continuamente picchiati e vessati dai loro catturatori, molti dei quali abusavano di alcol e droghe.
Fin dal momento del sequestro i vertici militari e politici britannici avevano iniziato a predisporre dei preparativi per un intervento di forza qualora la situazione fosse volta al peggio. Il 30 agosto lo squadrone D del 22º Reggimento SAS del British Army, forte di circa 40 uomini, ricevette l'ordine di trasferirsi in via riservata in Sierra Leone, dove venne rinforzato anche da un distaccamento dello Special Boat Service (SBS) dei Royal Marines; visto il folto numero di ribelli in armi e la loro suddivisione tra due distinti villaggi, venne deciso di affiancare alle forze speciali anche un contingente di truppe regolari: per l'incarico venne scelta la compagnia A del 1º battaglione Parachute Regiment (l'unica in quel momento disponibile a ranghi completi), agli ordini del maggiore Matthew Lowe. Dopo un incontro con i vertici militari del Permanent Joint Headquarters a Northwood, Lowe riunì i suoi ufficiali il 31 agosto e iniziò a predisporre il trasferimento della sua compagnia: per garantire una maggiore potenza di fuoco e compensare l'inferiorità numerica rispetto ai WSB, furono aggregati all'organico dell'unità una sezione di mortai con tre armi da 81 mm e una sezione di tiratori scelti con quattro L-115A1 oltre a una sezione medica aggiuntiva, per un totale di circa 130 uomini. Con la scusa di un'esercitazione gli uomini della compagnia A furono trasferiti alla base RAF di South Cerney, nel Gloucestershire, e solo qui informati dell'imminente operazione in Sierra Leone.
Il 2 settembre Lowe e un piccolo gruppo di suoi ufficiali si recarono in Sierra Leone per pianificare il dispiegamento delle compagnia A; presso la base del contingente britannico a Hastings, una cittadina a 50 km a sud di Freetown, gli ufficiali del Parachute Regiment si incontrarono con lo stato maggiore del 22 SAS, con il comandante delle forze britanniche in Sierra Leone generale David Richards e con il rappresentante di Londra nel paese, l'alto commissario Alan Jones: questi due ultimi ricevettero tra l'altro l'autorizzazione militare e politica a lanciare il blitz qualora la situazione fosse precipitata improvvisamente. Si iniziarono a stilare vari piani operativi, basati sulla mappa di Flaherty e sui racconti degli ostaggi liberati, ma si fece pressante la necessità di ulteriori informazioni. La mattina del 5 settembre due gommoni dello SBS risalirono il corso del Rokel e depositarono nelle vicinanze dei villaggi due pattuglie da ricognizione, composte ciascuna da quattro operatori del SAS: nascosti nella giungla a meno di 200 metri dai loro obiettivi, i britannici iniziarono a trasmettere al comando varie informazioni sulla disposizione e l'armamento dei WSB, e sui siti migliori per un atterraggio di elicotteri; tramite microfoni direzionali amplificati, inoltre, gli operativi del SAS furono in grado anche di localizzare l'esatta posizione degli ostaggi, ora spostati in una stanza della residenza personale di Kallay.

### Verso l'intervento

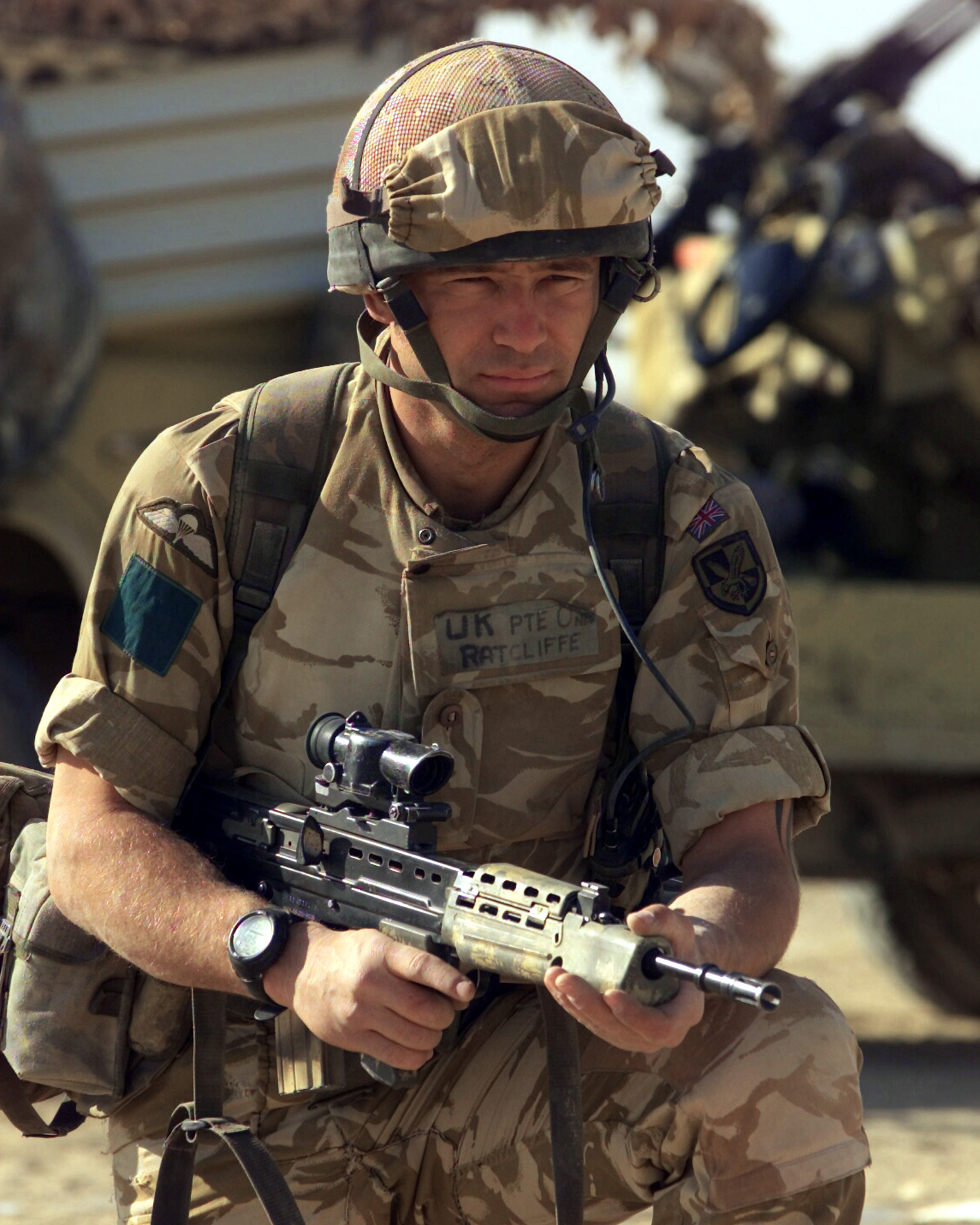
Un soldato del Parachute Regiment britannico; l'arma è un fucile d'assalto bullpup Enfield SA-80

Sul fronte delle trattative, nel frattempo, la situazione non migliorava: il 2 settembre Kallay e i suoi ufficiali cambiarono ancora una volta le loro condizioni per il rilascio degli ostaggi, chiedendo le immediate dimissioni del governo sierraleonese; davanti all'ovvio rifiuto di Freetown, Kallay ebbe uno scatto d'ira e ordinò che gli ostaggi fossero immediatamente fucilati: per mezz'ora i sei britannici dovettero rimanere in piedi davanti a un plotone d'esecuzione dei WSB mentre il maggiore Marshall cercava di tranquillizzare Kallay, ottenendo infine che gli ostaggi fossero risparmiati. Il giorno successivo Fordham organizzò tramite le autorità locali una nuova spedizione di viveri e medicinali al campo dei WSB nel tentativo di ammorbidire la posizione di Kallay, ma lo sforzo non diede alcun risultato. La mancanza di progressi sul piano dei negoziati e il deterioramento fisico e psicologico a cui si riteneva stessero andando incontro gli ostaggi, spinsero i vertici britannici verso la soluzione militare: il 5 settembre il Primo ministro Tony Blair, pur non nominando esplicitamente la situazione in Sierra Leone, rilasciò un duro discorso contro "coloro che detenevano contro la loro volontà militari britannici impegnati in missioni di pace", minacciando rappresaglie; dopo una tappa a Dakar, quello stesso 5 settembre i paracadutisti della compagnia A giunsero in Sierra Leone, per abituarsi al clima tropicale e per addestrarsi alla base di Hastings dove era stata realizzata una replica del villaggio di Magbeni.
Il piano per l'azione aveva nel frattempo iniziato a prendere forma: l'operazione avrebbe visto gli specialisti del SAS e dello SBS prendere d'assalto il villaggio di Gberi Bana per liberare gli ostaggi e "decapitare" i vertici dei WSB facendo prigioniero Kallay, mentre i paracadutisti di Lowe avrebbero assalito Magbeni per distrarre il grosso dei ribelli dall'azione delle forze speciali, neutralizzare le loro armi pesanti e recuperare le tre Land Rover della pattuglia fatta prigioniera. Furono presi in considerazione vari scenari circa l'inserimento della forza d'assalto, se via terra tramite veicoli fuoristrada (opzione scartata perché non garantiva sufficiente effetto sorpresa e per l'ostacolo costituito dalla fitta giungla) o via fiume tramite piccole imbarcazioni (anch'essa esclusa per via dei molti banchi di sabbia e della forte corrente presenti sul Rokel, rilevati dalla missione di ricognizione dello SBS), e alla fine si optò per l'impiego di elicotteri in tutte le fasi dell'operazione: tre Boeing CH-47 Chinook del Joint Special Forces Aviation Wing (un'unità di aviazione specificamente addestrata al supporto delle operazioni delle forze speciali) furono assegnati all'azione, oltre a due Westland Lynx dell'Army Air Corps (il corpo aereo dell'esercito) armati di mitragliatrici multicanna M134 Minigun per l'appoggio di fuoco. Il comando delle operazioni fu assunto dal generale di brigata John Holmes, all'epoca comandante in capo delle forze speciali britanniche (Director Special Forces), giunto personalmente in Sierra Leone il 6 settembre.
Il contingente britannico operava in Sierra Leone su autorizzazione delle autorità locali, e quindi il 7 settembre l'alto commissario Jones mise al corrente il presidente Kabbah dei preparativi per il blitz: il governo di Freetown non solo diede il via libera all'azione, ma mise a disposizione dei britannici anche alcuni reparti dell'esercito e un elicottero d'attacco Mil Mi-24 che, pilotato dal contractor sudafricano Neall Ellis, costituiva l'unico mezzo dell'aeronautica militare sierraleonese in quel momento operativo. Il 9 settembre il "colonnello Cambodia" rilasciò una nuova minacciosa dichiarazione, secondo la quale gli ostaggi sarebbero stati liberati solo in caso di dimissioni dei vertici politici sierraleonesi e della formazione di un nuovo governo di coalizione che comprendesse gli stessi West Side Boys; contemporaneamente, la pattuglia del SAS appostata fuori Gberi Bana assistette a nuove violenze contro gli ostaggi, al punto da trasmettere al comando un messaggio di pericolo imminente per la vita dei prigionieri.
A Londra il comitato governativo per la gestione delle crisi (Cabinet Office Briefing Room o COBRA) giudicò credibile la minaccia per le vite degli ostaggi: in particolare, si temeva che le irragionevoli richieste avanzate dai WSB denunciassero una scarsa volontà di risolvere la crisi per vie diplomatiche, e che gli ostaggi potessero essere spostati in una nuova località più nell'interno del paese, vanificando così i preparativi già messi in atto per la loro liberazione. Nel pomeriggio del 9 settembre il Primo ministro Blair, in quel momento nella sua residenza di campagna di Chequers, ricevette un rapporto completo della situazione e le valutazioni del COBRA, e dopo alcuni minuti di riflessione autorizzò il raid per la mattina del giorno successivo, domenica 10 settembre 2000; all'azione fu dato il nome in codice di "operazione Barras".

## Operazione Barras

### L'inizio
I reparti britannici furono pronti all'azione per le 05:00 del 10 settembre, anche se poi dovettero attendere per un'ora che le condizioni di visibilità nelle zone di atterraggio fossero migliori; alle 06:00 i sei elicotteri della forza d'assalto decollarono quindi dal campo di atterraggio della base di Hastings alla volta dei loro obiettivi, distanti solo quindici minuti di volo. A bordo dei Chinook 1 e 2 erano imbarcati 50 operatori del SAS e dello SBS cui era affidata la missione più delicata, l'assalto a Gberi Bana e la liberazione degli ostaggi: il villaggio stesso era un obiettivo difficile, protetto come era a sud dal corso del fiume Rokel (largo circa 280 metri), a nord dalla fitta giungla e a est e ovest da ampie zone paludose; l'unica zona di atterraggio sicura era un campo da calcio situato lungo il limite settentrionale del villaggio, ed era qui che i due Chinook erano diretti.
Il Chinook 3 portava invece il maggiore Lowe e due plotoni dei suoi paracadutisti (circa 80 uomini), la cui zona di atterraggio era un tratto di prateria a sud di Magbeni; una volta sbarcati gli uomini di Lowe, l'elicottero sarebbe rientrato subito a Hastings per caricare il terzo plotone di paracadutisti e la sezione mortai. I paracadutisti portavano come armi individuali i fucili d'assalto bullpup Enfield SA-80 e le mitragliatrici FN Minimi, mentre gli operativi delle forze speciali portavano principalmente il fucile M16; per evitare l'affaticamento dato dalle alte temperature, gli uomini portavano un equipaggiamento ridotto al minimo, trasportando solo munizioni e una scorta di acqua: vi era il timore che il peso del giubbotto antiproiettile potesse risultare eccessivo con il caldo tropicale, ma durante l'addestramento a Hastings si era appurato che le temperature più miti del primo mattino rendevano la cosa sopportabile e venne dato ordine di indossarlo.
La formazione di elicotteri si dispose inizialmente in un circuito di attesa per dare il tempo alle pattuglie da ricognizione del SAS di prendere posizione vicino al luogo dove erano detenuti gli ostaggi, onde impedire qualsiasi reazione dei WSB contro di essi prima che la forza d'assalto potesse sbarcare. Alle 06:15 gli elicotteri misero la prua sull'obiettivo, volando bassi lungo il corso del Rokel e servendosi dei visori notturni per orientarsi nell'incerta luce dell'alba. Alle 06:25 l'attacco ebbe inizio: con un completo effetto sorpresa, i due Lynx iniziarono a mitragliare i due villaggi con le loro Minigun, puntando in particolare a eliminare le postazioni delle armi pesanti già individuate dalle squadre da ricognizione, seguiti poi dal Mi-24 sierraleonese che aprì il fuoco con razzi e con la sua mitragliatrice da 12,7 mm; cinque minuti dopo, i tre Chinook si avvicinarono alle zone di atterraggio, talmente bassi da scoperchiare diverse abitazioni con il vento generato dai loro rotori.

### L'attacco a Gberi Bana

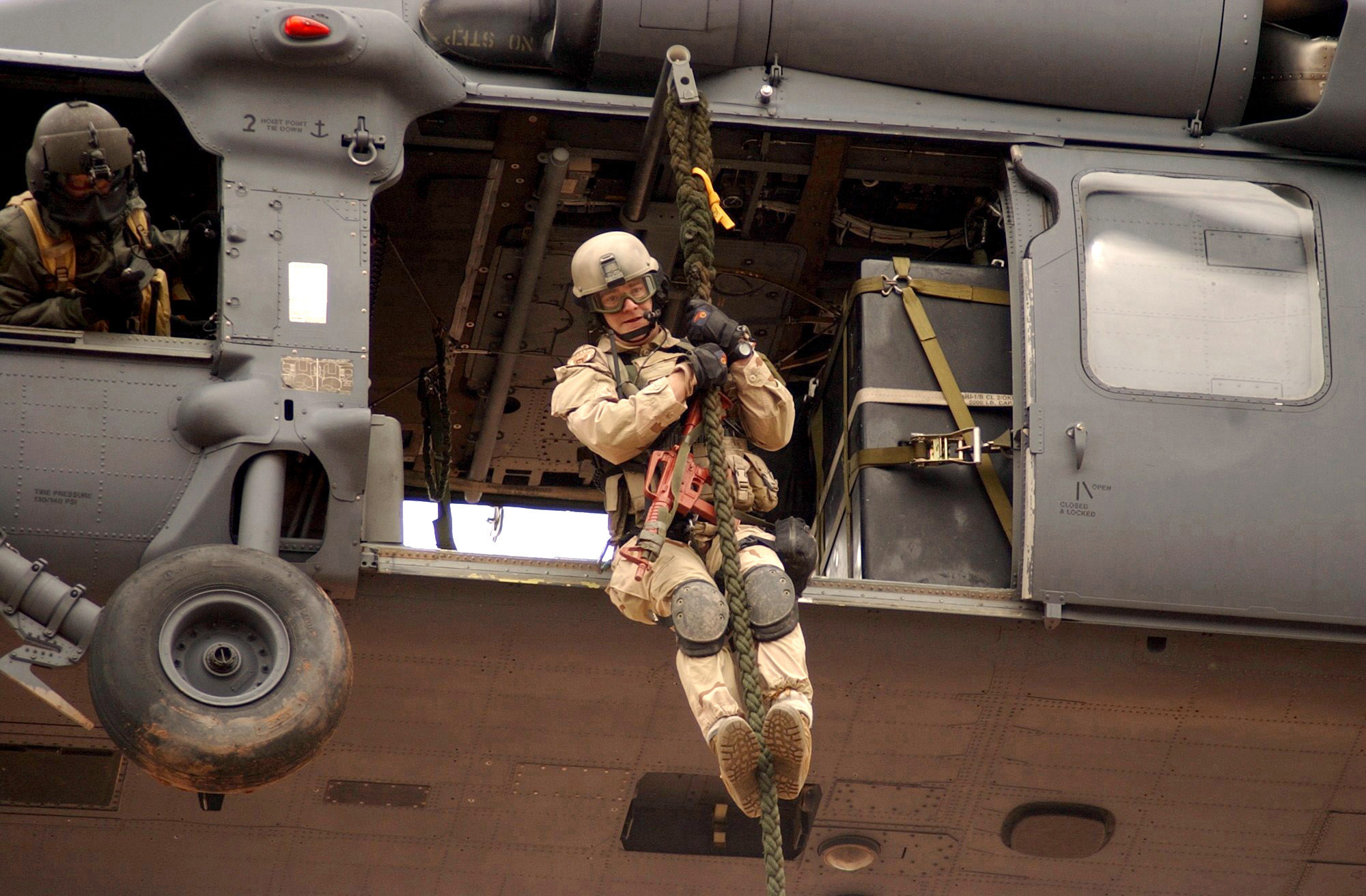
Un militare statunitense dà una dimostrazione della tecnica del "fast rope"

Il Chinook 1, carico degli uomini delle forze speciali, si diresse sul campo di calcio di Gberi Bana e, fermo in volo a punto fisso, stese delle funi da cui gli operatori del SAS e dello SBS si calarono tramite la cosiddetta tecnica del "fast rope"; i ricognitori del SAS appostati nella giungla protessero lo sbarco dei loro compagni prendendo sotto tiro i ribelli che uscivano dalle capanne e neutralizzando una mitragliatrice pesante appostata sul tetto della residenza di Kallay, ma ciò non impedì a un guerrigliero di fare fuoco contro il Chinook con un lanciarazzi anticarro RPG: il pilota tuttavia vide il colpo in arrivo e lo schivò con un improvviso scarto di lato. Benché colti di sorpresa, i WSB opposero subito una certa resistenza, aprendo il fuoco nascosti nelle casupole del villaggio e nella giungla circostante; fu in questa fase iniziale che i britannici ebbero il loro unico caduto dell'operazione, il caporale del SAS Bradley Tinnion: colpito da un proiettile da 7,62 mm che gli attraversò tutto il corpo, fu portato via in gravissime condizioni e morì a bordo dell'elicottero che lo riportava alla base.
Le forze speciali si diressero subito verso la residenza di Kallay: un gruppo abbatté la porta della prigione e soccorse i sei ostaggi britannici, trovati incolumi, mentre un secondo catturò lo stesso Kallay mentre cercava di nascondersi; alcuni miliziani asserragliati nell'abitazione, tra cui la moglie del leader guerrigliero (nota semplicemente come "mama Kallay"), rifiutarono di arrendersi e opposero una resistenza ostinata, venendo infine uccisi dai britannici. Più difficoltosa fu la localizzazione del settimo prigioniero, il caporale Bangura, ma alla fine anche lui fu soccorso e portato al campo di calcio dove il Chinook 2 era atterrato per caricare gli ostaggi: per le 07:00, appena 20 minuti dopo l'inizio dell'azione, il velivolo decollò alla volta della RFA Sir Percivale, dove gli ostaggi ormai liberi ricevettero subito cure mediche. Liberati i prigionieri, gli operatori delle forze speciali si dedicarono quindi a eliminare le ultime sacche di resistenza dei WSB, mettendo in sicurezza il villaggio di Gberi Bana nel giro di pochi minuti al prezzo di soli quattro feriti non gravi.

### L'attacco a Magbeni

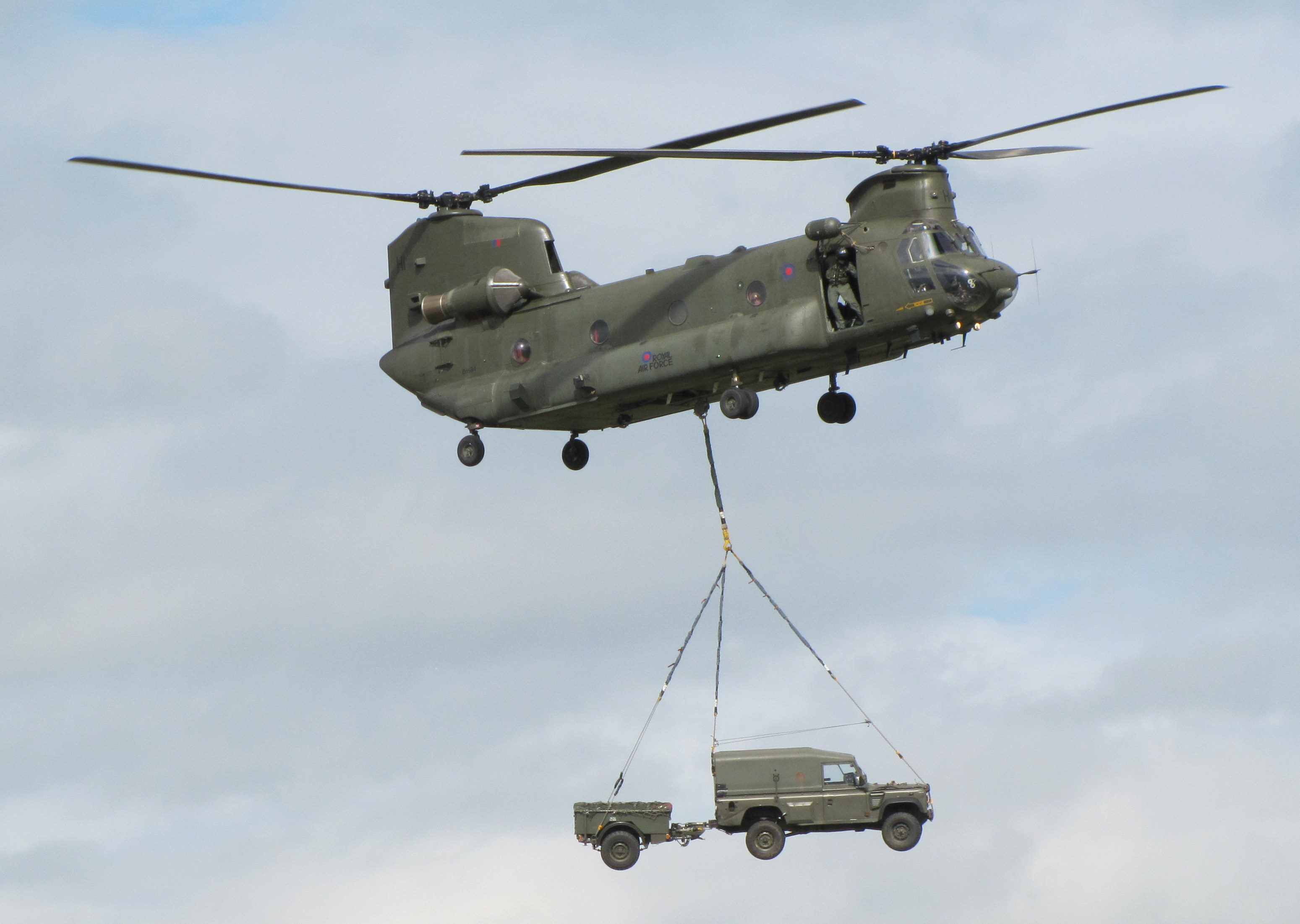
Un Chinook della RAF solleva una Land Rover durante un'esercitazione; in questo modo i veicoli della pattuglia catturata furono portati via da Magbeni

Mentre le forze speciali assalivano Gberi Bana, i paracadutisti di Lowe arrivarono in vista del villaggio di Magbeni, principale accampamento dei WSB: il Chinook si abbassò per permettere ai britannici di saltare giù dalla rampa posteriore, ma, nonostante le pattuglie di ricognizione avessero rilevato che il tratto di prateria prescelto per l'atterraggio era bagnato, non erano state in grado di determinare la profondità dell'acqua e gli uomini di Lowe si ritrovarono in una palude sprofondati fino alla vita. Mentre il Chinook rientrava a Hastings per caricare la seconda ondata, gli uomini di Lowe dovettero avanzare per 150 metri dentro l'acquitrinio prima di arrivare sul terreno solido, una linea di alberi posta sul bordo del villaggio, dove stabilirono una linea di difesa da cui ingaggiare i sorpresi miliziani; non appena l'elicottero si ripresentò sul luogo dell'atterraggio finì sotto il tiro di una mitragliatrice dei WSB appostata nel villaggio, che tuttavia fu rapidamente neutralizzata da uno dei Lynx in appoggio.
Poco prima delle 07:00, con la compagnia ora a ranghi completi e appoggiata dal fuoco dei propri mortai, i paracadutisti iniziarono ad avanzare verso il villaggio, quando un proiettile di artiglieria esplose in mezzo a loro ferendo sette uomini tra cui il maggiore Lowe: l'esatta dinamica dell'episodio non è mai stata chiarita in pieno, e sebbene il comando del Parachute Regiment abbia sempre sostenuto che si trattò di un colpo di mortaio dei WSB, alcune fonti hanno avanzato l'ipotesi che possa essersi trattato di un proiettile britannico finito fuori bersaglio. Il comando passò al vice di Lowe, il capitano Daniel Matthews, che ordinò subito l'evacuazione dei feriti: il Chinook 2, già in rotta per il campo di calcio di Gberi Bana, fu dirottato su Magbeni e, atterrando sotto il fuoco dei WSB, prelevò rapidamente i feriti prima di dirigersi a prelevare gli ostaggi liberati, portando poi tutti in salvo sulla RFA Sir Percivale.
La compagnia A si allargò quindi dentro al villaggio, ingaggiando una serie di scontri casa per casa: i WSB cercarono di contrastare l'azione dei britannici, ma il miglior addestramento, la disciplina e la potenza di fuoco dei paracadutisti ebbe ben presto ragione dei miliziani. Con un solo ferito tra i propri ranghi, i britannici dichiararono sicuro il villaggio di Magbeni per le 08:00: i paracadutisti inviarono pattuglie nella giungla per inseguire i superstiti dei WSB in fuga, mentre da Maisaka reparti sierraleonesi e dei caschi blu si allargarono in tutta la regione delle Okkrah Hills per rastrellare gli sbandati; l'arsenale dei WSB (compreso il camion Bedford e tre pick-up armati) venne fatto saltare in aria con l'esplosivo, mentre le tre Land Rover catturate ai britannici furono rinvenute lungo la riva del Rokel e, appese ai ganci esterni dei Chinook, riportate alla base di Hastings. Gli ultimi reparti britannici lasciarono quindi i due villaggi con gli elicotteri per le 14:00 di quello stesso giorno.

## Conseguenze

### Le perdite
L'operazione Barras si concluse con un pieno successo: tutti gli ostaggi furono salvati incolumi e poterono telefonare alle loro famiglie quello stesso pomeriggio; ventidue civili sierraleonesi prigionieri dei WSB furono parimenti liberati dai britannici e portati a Masiaka perché venissero identificati: un ventitreesimo civile, preso in mezzo dal fuoco incrociato, era invece rimasto ucciso durante il raid. Nel corso dell'azione un militare britannico rimase ucciso e altri dodici feriti (quattro del SAS e otto dei paracadutisti) di cui uno gravemente: il Ministero della Difesa britannico, come da tradizione, tenne segreto il coinvolgimento dei reparti del SAS e dello SBS nell'operazione, ma quando venne resa nota l'identità di Tinnion, in passato membro del 29th Commando Regiment Royal Artillery, divenne chiara per gli analisti la partecipazione delle forze speciali all'azione.
I britannici recuperarono e trasportarono a Masiaka per l'identificazione i corpi di 25 membri dei West Side Boys (di cui tre donne), ma la resistenza più ampia del previsto messa in atto dalla banda e la superiore potenza di fuoco dei britannici fecero supporre che le vittime tra i miliziani potessero essere fino a tre volte più alte, con molti dei corpi non recuperati perché nascosti dalla vegetazione. Diciotto membri della banda, tra cui il leader Kallay, furono presi prigionieri durante il raid e consegnati poi alla polizia sierraleonese, ma molti altri furono rastrellati successivamente: i reparti giordani dell'ONU fecero prigionieri una trentina di miliziani nella zona di Masiaka entro la fine dello stesso 10 settembre, cifra salita poi a 371 membri dei WSB ma anche di altri gruppi (tra cui 57 minorenni) consegnatisi ai caschi blu entro pochi giorni dal termine dell'operazione Barras; lo stesso ministro dell'Informazione della Sierra Leone, Julius Spencer, annunciò che come conseguenza del raid "i West Side Boys avevano cessato di essere una minaccia militare".
La mattina stessa del raid il capo di stato maggiore generale britannico Charles Guthrie si trovava per una coincidenza ospite della trasmissione della BBC Breakfast with Frost, un programma politico diretto dal noto giornalista David Frost: informato poco prima della trasmissione della buona riuscita dell'operazione Barras, lo stesso Guthrie poté dare per primo l'annuncio in diretta della liberazione degli ostaggi; il Ministero della Difesa emise poi un comunicato ufficiale più tardi quel pomeriggio.
I paracadutisti della compagnia A rientrarono nel Regno Unito il 12 settembre, seguiti dagli operativi delle forze speciali il giorno successivo: diverse onorificenze furono assegnate ai partecipanti all'operazione Barras, tra cui due Conspicuous Gallantry Cross, cinque Military Cross (di cui una al capitano Mattehws per la sua azione di comando dopo il ferimento di Lowe a Magbeni) e cinque Distinguished Flying Cross per i piloti degli elicotteri; il generale Holmes ricevette una Distinguished Service Order per la pianificazione e la conduzione del raid, mentre il caporale Tinnion ottenne una menzione nei dispacci postuma. Degli undici ostaggi britannici liberati, tre (tra cui il maggiore Marshall) chiesero e ottennero il trasferimento a un'altra unità, mentre due si congedarono dalle forze armate.

### Reazioni

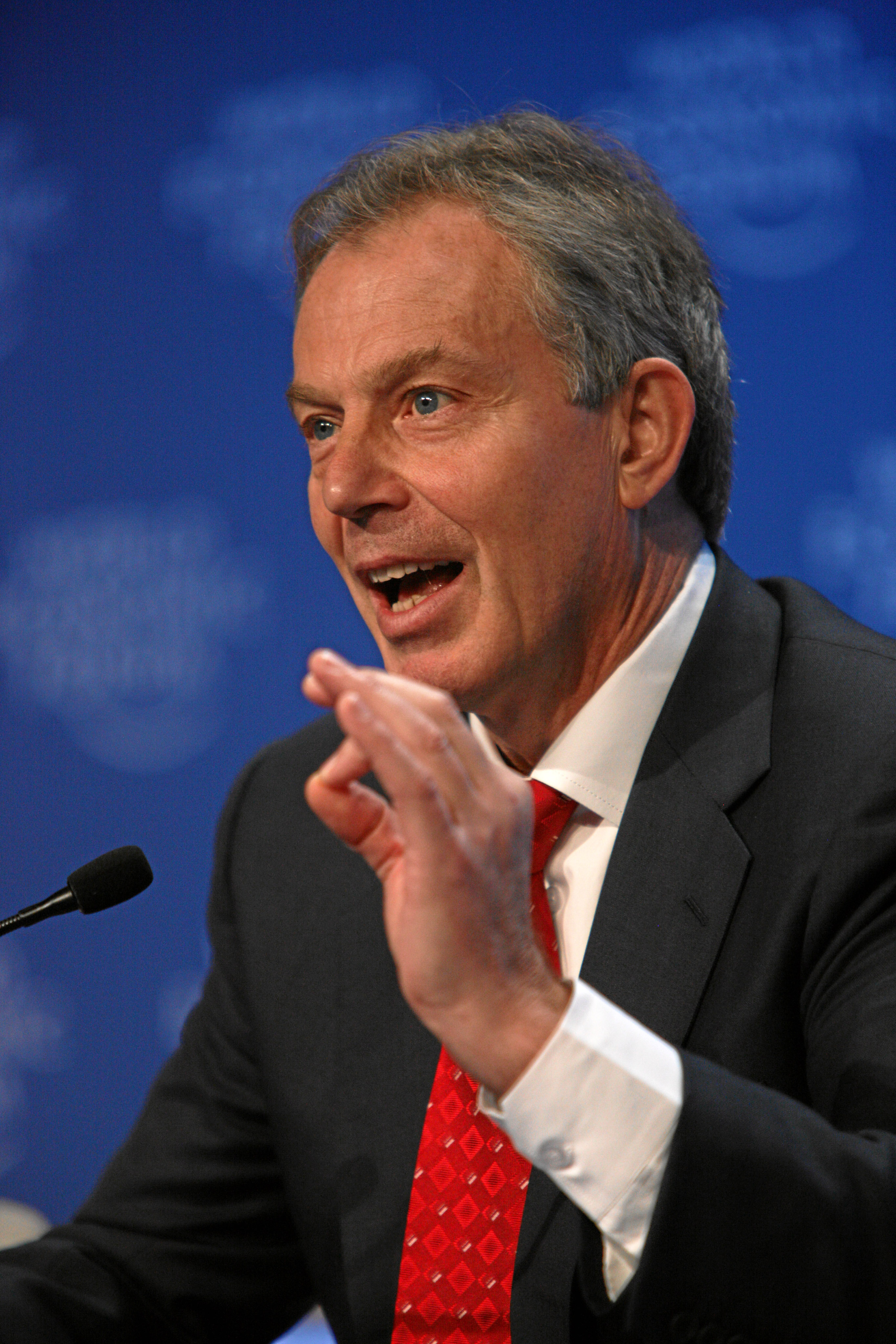
Tony Blair, Primo ministro del Regno Unito dal 1997 al 2007

La cattura della pattuglia del Royal Irish Regiment aveva minato la fiducia da parte della popolazione sierraleonese nell'intervento della forza britannica, su cui molte speranze erano riposte per la conclusione della lunga guerra civile, e provocato imbarazzo nel governo di Londra, spesso molto critico quando simili episodi riguardavano il personale della UNAMSIL; l'operazione Barras restaurò la fiducia nelle capacità delle forze britanniche, rappresentando, nelle parole dello storico William Fowler, uno "spettacolare appoggio alle regole dello stato di diritto e al governo eletto della Sierra Leone".
I media britannici ebbero in generale parole di elogio per il successo dell'operazione Barras, ma molti furono critici sull'operato del maggiore Marshall e sulla sua decisione di recarsi in visita al campo dei West Side Boys: sia Marshall sia il caporale Bangura dell'esercito sierraleonese dichiararono che la richiesta di "dare un'occhiata più da vicino" al campo dei WSB era venuta direttamente dai caschi blu di Masiaka, ma sia il comandante della UNAMSIL (il nigeriano Mohamed Garba) sia il comandante del contingente giordano smentirono che alla pattuglia britannica fosse stato dato ordine di recarsi al villaggio di Magbeni. Un'indagine sulla cattura della pattuglia fu avviata dal comando delle forze terrestri britanniche: il rapporto finale fu critico nei confronti di Marshall, affermando che egli "commise un errore di giudizio professionale nel deviare da un percorso previsto e autorizzato per fare una visita non autorizzata al villaggio di Magbeni".
I rischi dell'operazione Barras erano molto noti ai funzionari militari e del Ministero della Difesa che la pianificarono: come fu descritta da un operativo del SAS, "non fu un'operazione chirurgica, tipo "teste di cuoio", ma un affare sporco con un sacco di cose che potevano andare male". Richard Connaughton osservò sul giornale Small Wars & Insurgencies che l'operazione dimostrò che il governo Blair non era avverso alla possibilità di riportare perdite di vite umane se la causa era giusta. Geoff Hoon, l'allora ministro della Difesa, illustrò gli effetti dell'operazione durante una conferenza stampa, dichiarando che Barras "ha mandato un buon numero di forti messaggi. In primo luogo, è un'ulteriore dimostrazione dell'intenzione dei governi britannici di non scendere a patti con gruppi terroristici o dediti al sequestro di ostaggi. In secondo luogo, ci auguriamo che il West Side Group (sic) e le altre unità di ribelli in Sierra Leone saranno ora [...] disposti ad accettare lo stato di diritto e l'autorità del governo democraticamente eletto della Sierra Leone. In terzo luogo, ci auguriamo che tutti coloro che in futuro pianificheranno simili azioni contro le forze armate del Regno Unito pensino attentamente alle possibili conseguenze e realizzino che non c'è nulla da guadagnare da una tale azione". Andrew M. Dorman del King's College London suggerì che il destino delle operazioni britanniche in corso in Sierra Leone dipendeva pesantemente dal successo o dal fallimento dell'operazione Barras, e che se le forze britanniche fossero andate incontro a una sconfitta, il Regno Unito sarebbe stato costretto a ritirarsi completamente dal paese, oltre a "sollevare domande" sulla politica del governo Blair di usare le forze armate per interventi umanitari.
Il successo dell'operazione Barras fu un fattore decisivo per la formazione del Special Forces Support Group (SFSG), un'unità delle forze armate britanniche avente il compito di appoggiare le missioni delle unità speciali e di fungere da moltiplicatore di forze per esse; lo SFSG, formato nel 2006 e basato inizialmente su membri dello stesso 1º battaglione del Parachute Regiment, fu poi in prima linea nel supportare le operazioni delle forze speciali britanniche in Afghanistan e Iraq.
La cattura della pattuglia e il pieno successo della sua liberazione spinsero il governo britannico a incrementare il suo supporto alla UNAMSIL, sia dal punto di vista politico sia attraverso l'invio di ufficiali per supportare e coordinare le operazioni del comando della missione ONU (anche se non ci fu un significativo incremento delle truppe sul terreno, nonostante una certa richiesta in tal senso). Il Regno Unito inoltre intensificò le pressioni politiche in seno al Consiglio di sicurezza delle Nazioni Unite sia nei confronti del RUF sia del suo maggiore sostenitore, la Liberia; tale nuovo approccio, combinato con un incremento delle operazioni della UNAMSIL e delle ricostituite forze armate sierraleonesi diede ben presto i suoi frutti: messo con le spalle al muro dalla fine del supporto liberiano e dall'intervento della Guinea a fianco delle forze governative, il RUF andò incontro a un rapido processo disgregativo. Il 18 gennaio 2002 il presidente Kabbah poté dichiarare ufficialmente la fine della guerra civile sierraleonese.